# Geierhaupt
Geierhaupt (2417 m n. m.) je hora v Seckauských Taurách (podskupina Nízkých Taur) v rakouské spolkové zemi Štýrsko. Nachází se asi 9 km jihojihozápadně od vesnice Wald am Schoberpaß a přibližně 16 km jihovýchodně od města Trieben. Geierhaupt je nejvyšší horou Seckauských Taur.
Na vrchol lze vystoupit například po značené turistické trase č. 971 od samoty Unterwald (818 m n. m.) nebo po trase č. 976A z vesnice Wald am Schoberpaß (841 m n. m.).